# Karim Rossi
Karim Rossi, född 1 maj 1994, är en schweizisk fotbollsspelare som spelar för Racing FC.

## Karriär
I februari 2020 värvades Rossi av AFC Eskilstuna, där han skrev på ett ettårskontrakt. Rossi tävlingsdebuterade den 23 februari 2020 i en 1–1-match mot FK Karlskrona i Svenska cupen. Den 1 mars 2020 gjorde han två mål i en 6–1-vinst över Syrianska FC. Rossi gjorde sin Superettan-debut den 16 juni 2020 i en 0–1-förlust mot Västerås SK. Efter säsongen 2020 lämnade han klubben.
I februari 2021 gick Rossi till bulgariska Tsarsko Selo Sofia. Inför säsongen 2021/2022 gick han till luxemburgska Racing FC.

## Meriter
Racing FC
- Luxemburgsk cupvinnare: 2022